# Stenopterygius
Stenopterygius (gr. aleta estrecha) es un género extinto de ictiosaurio del Jurásico temprano y medio (Toarciano - Aaleniense) que vivió en Europa (Inglaterra, Francia, Alemania, Suiza y Luxemburgo). Su longitud total máxima era de 4 metros.

## Descripción

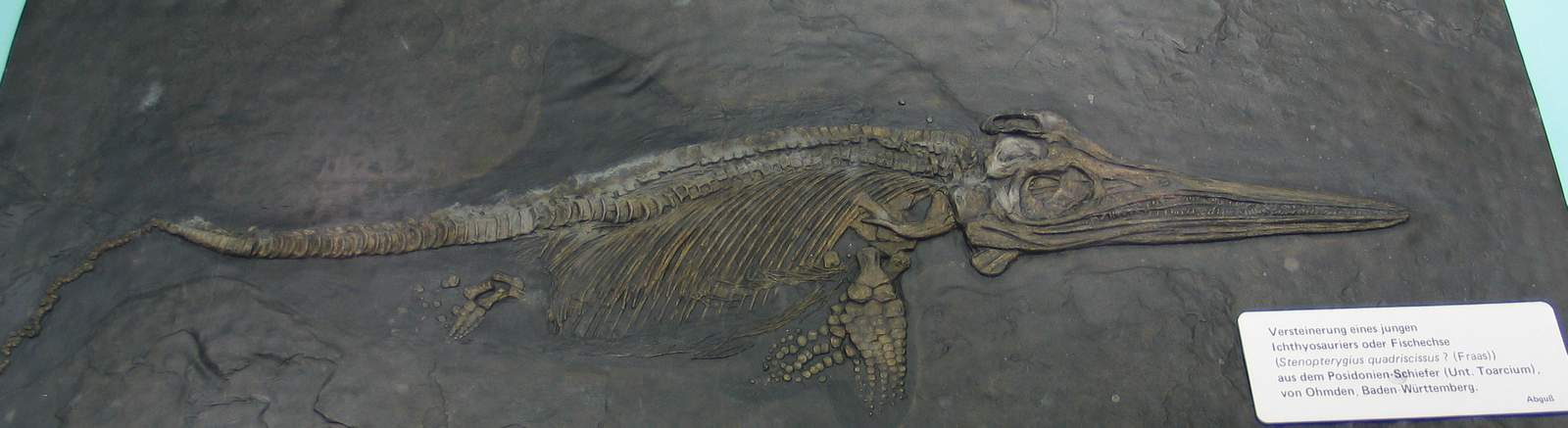
Fósil de un joven de Stenopterygiusdel Museo Zoológico de Hamburgo

Muchos de los ejemplares conocidos de Stenopterygius, más de 100, fueron recientemente redescritos por Michael W. Maisch. Él encontró que S. quadriscissus (la especie tipo) también incluía a S. eos, S. incessus y S. macrophasma, así como los especímenes previamente referidos a S. hauffianus y S. megacephalus. Maisch siguió a Woodward (1932) y consideró a Ichthyosaurus triscissus como una especie válida de Stenopterygius. El espécimen tipo de S. longifrons, S. megacephalus y S. megalorhinus fueron todos a esta especie pero el nombre I. triscissus tenía prioridad sobre ellos. Algunos ejemplares previamente referidos a S. megalorhinus, así como el holotipo de S. cuneiceps, son considerados como pertenecientes a su propia especie para la cual el nombre binomial Stenopterygius uniter puede ser usado.
Ya que el holotipo de S. uniter fue destruido en la Segunda Guerra Mundial, Maisch propuso un neotipo. Maisch también encontró que S. promegacephalus es un nomen dubium basado en un espécimen juvenil, y que el lectotipo de S. hauffianus podía ser clasificado como Stenopterygius cf. S. quadriscissus como mucho, y por lo tanto esta especie debería ser considerada un nomen dubium. Él también determinó que muchos especímenes previamente referidos a S. hauffianus podían ser clasificados como S. quadriscissus, aunque el resto pertenecía a un nuevo taxón muy distinto que no podía ser referido a ninguna de las especies válidas de Stenopterygius. Esta especie fue reasignada a su propio género, Hauffiopteryx.

## Clasificación

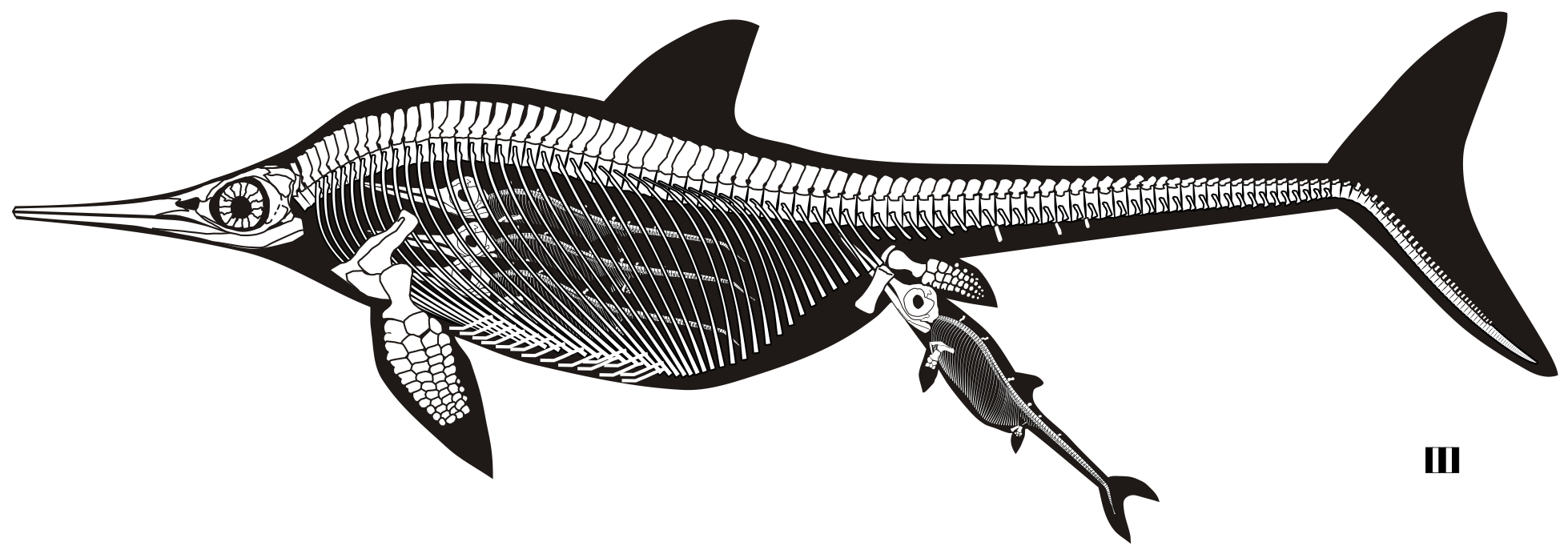
Recreación de un adulto con juveniles

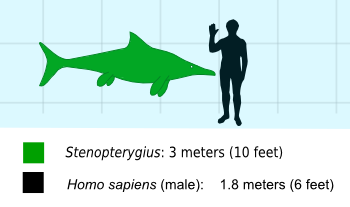
Stenopterygius con un humano a escala.

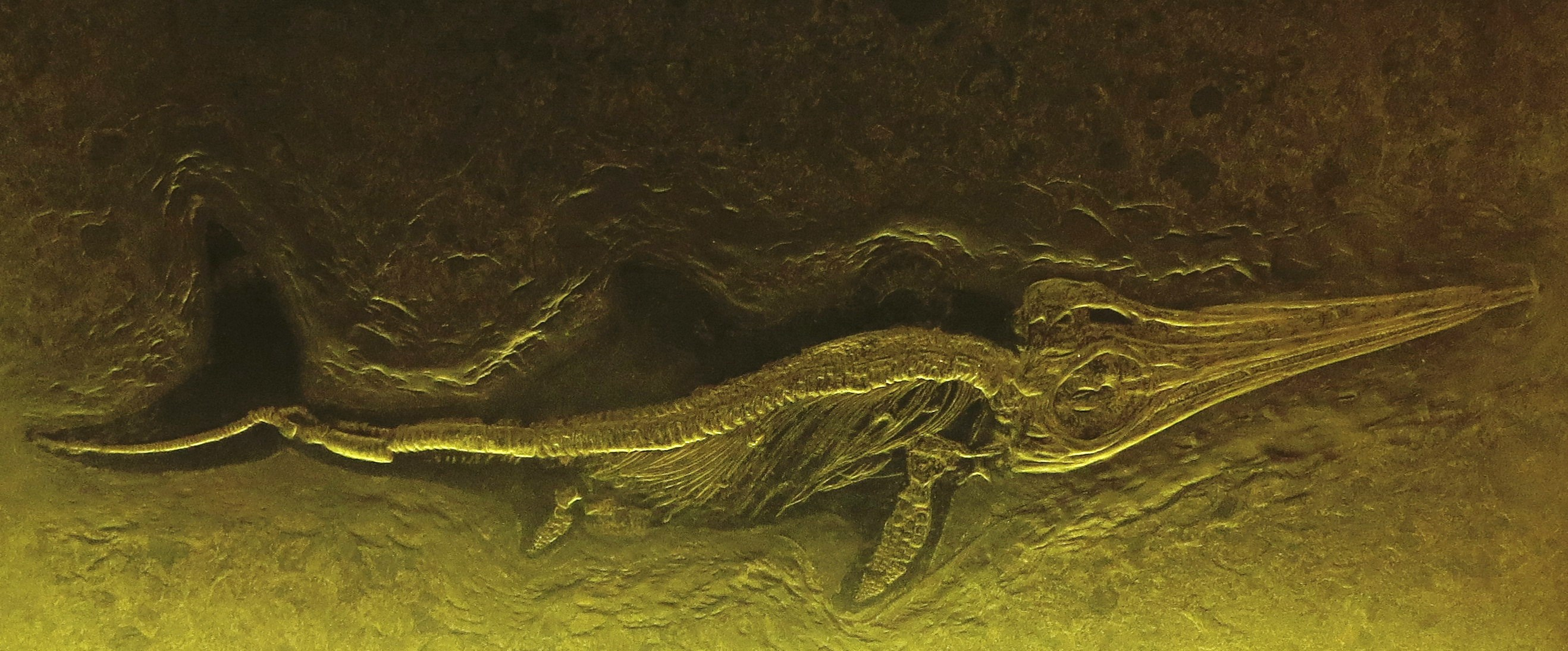
Fósil en el Museo de la Naturaleza y el Hombre de Tenerife (España).

Stenopterygius es conocido por el lectotipo GPIT 43/0219-1, un esqueleto completo el cual preserva un embrión muy grande. El animal medía cerca de 3.15 metros de largo. Fue encontrado en la subzona de los ammonites Harpoceras elegantulum-exaratum (más específicamente Lias ε II3-4), la zona Harpoceras falcifer del conocido lagerstätte del Esquisto de Posidonia en Holzmaden, datando de principios del Toarciano en el Jurásico Inferior, hace cerca de 182 millones de años. Maisch refirió a esta especie 30 especímenes adicionales todos de Dobbertin en Mecklenburg-Vorpommern y Holzmaden, en Alemania y Dudelange, en Luxemburgo. Estos aparecieron en las subzonas de los ammonites Harpoceras palum y H. falciferum (Lias ε I2-II11, entre comienzos a mediados del Toarciano inferior), la zonas de Harpoceras tenuicostatum-falcifer en el esquisto de Posidonia. S. triscissus es conocido a partir del holotipo GPIT 12/0224-2, un esqueleto casi completo y articulado. El animal es un adulto joven de cerca de 2.1 metros de largo. Fue recolectado en las subzonas de los ammonites Harpoceras exaratum-elegans (más específicamente Lias ε II6), la zona Harpoceras falcifer del Esquisto de Posidonia, en Ohmden, datando de mediados del Toarciano inferior. Maisch refirió 13 ejemplares adicionales a esta especie, los cuales provienen de varias localidades en Inglaterra, Francia, Alemania, Luxemburgo y Suiza. Estos fueron recolectados del Lias ε II1-III, datando de mediados a finales del Toarciano inferior. S. uniter es conocido del holotipo SMNS 14216, un esqueleto articulado completo que fue destruido en la Segunda Guerra Mundial. El animal era un adulto de cerca de 3.35 metros de largo. El neotipo propuesto es GPIT 1491/10, también un esqueleto articulado casi completo. Este corresponde a un adulto joven de 2.34 metros de largo, y procede de la subzona del ammonite Harpoceras falcifer (el Lias ε II10), y la zona de Harpoceras falcifer en el Esquisto de Posidonia, en Holzmaden, datando de mediados del Toarciano inferior. Maisch refirió a esta especie 10 ejemplares adicionales, todos de Holzmaden. Estos fueron recuperados de las subzonas de ammonites Harpoceras exaratum y H. falciferum (Lias ε II6-II11, mediados del Toarciano inferior), y la zona de Harpoceras falcifer en Posidonia.
Materiales adicionales fueron descritos por Hannah Caine y Michael J. Benton en 2011, de principios del Toarciano de Strawberry Bank, Ilminster en Inglaterra. Los especímenes son todos juveniles o infantes que preservan esqueletos casi completos y algunos cráneos. Entre estos se incluyen BRLSI M1405, BRLSI M1407, BRLSI M1408, BRLSI M1409. Caine y Benton refirieron estos especímenes a S. triscissus. Una nueva especie del Jurásico Medio del suroeste de Alemania, Stenopterygius aaleniensis, fue descrita en 2012.

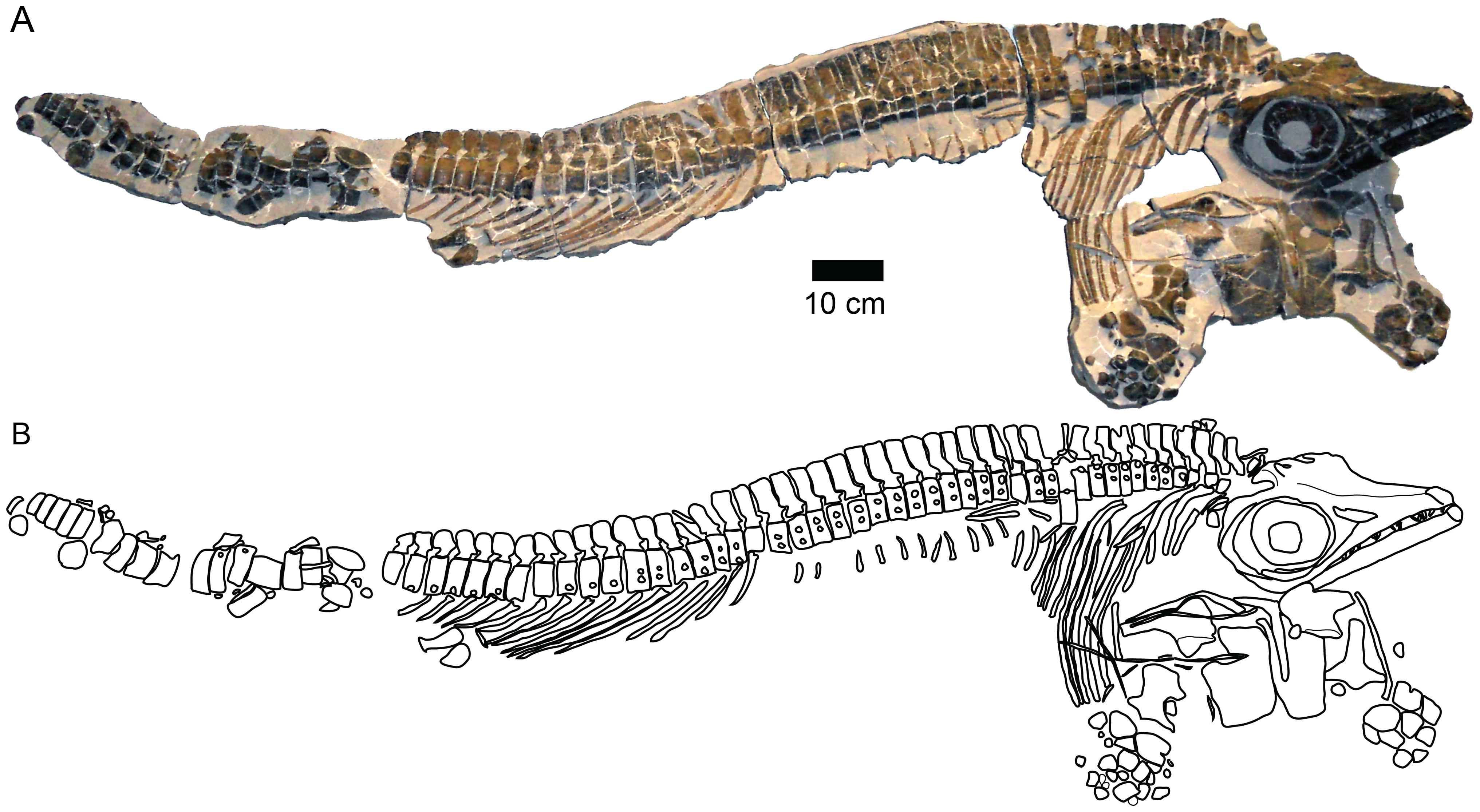
Holotipo de S. aaleniensis

Maisch y Matzke (2000) y Maisch (2010) consideraron a Chacaicosaurus y Hauffiopteryx como estenopterígidos. Sin embargo, ellos no realizaron ningún análisis cladístico para confirmar estas afirmaciones. Fischer et al. (2011) desarrollaron un análisis cladístico en el cual Chacaicosaurus resulta ser un tunosaurio basal que está situado por fuera tanto de Stenopterygiidae como de Ophthalmosauridae. Tanto Maisch (2008) como Caine y Benton (2011) realizaron análisis cladísticos en los que encontraron que Hauffiopteryx era o bien un miembro muy basal de Eurhinosauria o el miembro más primitivo de Thunnosauria (lo cual equivale a una posición como el miembro más basal de Stenopterygiidae sensu Maisch [2008] con la exclusión de Ichthyosaurus). Estos resultados significan que Stenopterygiidae es una familia monotípica que incluye solo al género tipo Stenopterygius.

## Paleobiología

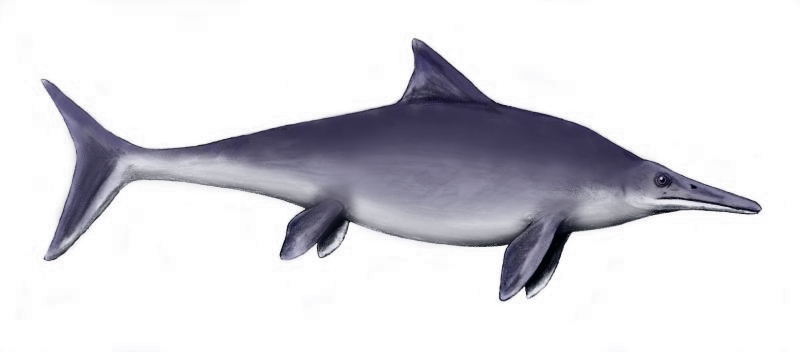
Stenopterygius quadriscissus del Jurásico Temprano de Alemania

Stenopterygius era físicamente similar al mejor conocido Ichthyosaurus, pero tenía un cráneo menor y aletas más estrechas. Fósiles bellamente preservados de Stenopterygius han sido hallados en Alemania. Su cráneo se extendía en un largo morro y estaba armado con una cantidad de grandes dientes. Sus miembros estaban transformados en estructuras similares a aletas. La cola terminaba en una gran aleta caudal, semicircular, correosa y vertical, y disponía también de una aleta dorsal triangular. 
Los hábitos de Stenopterygius eran similares a los de los delfines de hoy en día. Pasaba mucha de su vida en el mar abierto, donde cazaba peces, cefalópodos y otros animales. La cavidad abdominal de los esqueletos de este ictiosaurio frecuentemente contienen los restos de sus comidas.
Un famoso fósil representa a una madre y su bebé que murieron en el parto (los ictiosaurios eran vivíparos). Esto probó que los ictiosaurios jóvenes nacían sacando primero su cola, precisamente como los cétaceos, para evitar que se ahogaran antes de salir del canal de parto.
Stenopterygius era un veloz nadador, con una velocidad de crucero similar a la de un atún, el cual está entre los más veloces de los peces vivientes .
En 2018, un ejemplar de Stenopterygius fue hallado con evidencia de haber presentado grasa parecida a la de los cetáceos, lo cual indica que el animal, y por tanto, todos los ictiosaurios, eran homeotermos.